# Real Elmos Herentals
Real Elmos Herentals (tot 2021 Real Noorderwijk) is een Belgische zaalvoetbalclub uit Herentals, die zijn wedstrijden afwerkt in Herentals.

## Geschiedenis
De club debuteerde in het seizoen 2014-'15 in de eerste nationale. Datzelfde seizoen werden ze verliezend finalist in de Beker van België tegen FT Halle Gooik.
In 2023 heeft de club voor de 2de maal de beker finale gehaald dit maal tegen RSCA Futsal 

## Palmares
- Finalist Beker van België: 2015
- Finalist Beker van België: 2023

## Bekende (ex-)spelers
- Bart Michiels
- David Morant